# Stephan Schulze
Stephan Jochen Schulze (*  um 1970) ist ein deutscher Jazzmusiker (Posaune, Tuba, auch Flügelhorn, Komposition, Orchesterleitung).
Schulze studierte Musikwissenschaft und Publizistik an der Universität Münster sowie Posaune und Tuba an den Musikhochschulen Detmold und Münster u. a. bei Erik van Lier, Jiggs Whigham und Bobby Burgess. Von 1989 bis 1992 war er Mitglied des JugendJazzOrchesters NRW; von 1990 bis 1993 gehörte er zudem dem Bundesjazzorchester unter Peter Herbolzheimer an.
Als freiberuflicher Musiker arbeitete er mit der WDR Big Band, NDR Bigband und dem Ensemble Modern. Seit 2007 ist er Mitglied des Quartetts Talking Horns, für das er auch komponiert; er ist an dessen CDs Born to Be Horn und Geschichten aus dem Bläserwald beteiligt. Als Theatermusiker ist er für die Städtischen Bühnen Münster tätig. Er ist auf Alben von Götz Alsmann, Caroline Thon und Max Mutzke zu hören.
Seit 1995 ist er als Dozent an der Musik- und Kunstschule Bielefeld beschäftigt, wo er die dortige Big Band leitet, mit der er mehrere 1. Preise auf Landesebene errang. Seit 2006 gehört er zum Leitungsteam des JugendJazzOrchesters NRW, für das er auch arrangiert und komponiert.